# 三帝之年
三帝之年是指1888年先后有三位皇帝统治德国。

## 历史
1888年3月9日，首位德意志皇帝威廉一世去世。他的儿子腓特烈三世继位。然而，当时腓特烈三世患上咽喉癌，在位仅99天后于6月15日病逝。腓特烈三世29岁的长子威廉二世继位。
德國人記住三帝年份的口訣為“1加三个8：一年三凱撒”（Eins und dreimal acht: Drei Kaiser an der Macht），凱撒是皇帝之意。

## 参看
- 四帝之年